# Savoia-Marchetti S.71
Il Savoia-Marchetti S.71 era un trimotore di linea ad ala alta prodotto dall'azienda italiana Savoia-Marchetti negli anni trenta.

## Tecnica
L'S.71 riproponeva l'aspetto dello statunitense Ford Trimotor, una formula di successo utilizzata anche dai francesi Bloch MB 120 e Farman F 300 e dal tedesco Roland II. La fusoliera era dotata di cabina di pilotaggio rialzata e posizionata all'altezza del bordo d'attacco alare. Lo scompartimento passeggeri, dotato di 8 posti a sedere, era caratterizzato da un'ampia vetratura laterale che consentiva loro un'ottima visibilità del paesaggio sottostante. Posteriormente terminava in una coda dall'impennaggio classico monoderiva con piani orizzontali controventati. L'ala, a profilo spesso, era posizionata alta ed integrava nella parte inferiore le gondole che contenevano i due motori laterali.

Il Savoia Marchetti s 71 che nel 1934 fu utilizzato da Francis Lombardi per il primo tentativo di collegamento diretto postale Roma-Buenos Aires, interrotto da un incidente che bloccò il volo a Natal

Il carrello d'atterraggio era triciclo classico, fisso, integrato posteriormente da un pattino d'appoggio. La propulsione era affidata a tre motori radiali, i primi 4 esemplari dai cecoslovacchi Walter Castor a 7 cilindri da 240 CV (177 kW) ciascuno, gli ultimi tre dai più potenti Piaggio P.VII da 370 CV (276 kW) di produzione italiana, posizionati sul muso e nelle gondole sottoalari e collegati ad eliche bipala.

## Impiego operativo
L'S.71 venne gestito inizialmente dalla compagnia aerea Società Aerea Mediterranea (SAM) la quale venne assorbita, assieme alla sua flotta, dalla neofondata Ala Littoria S.A. nel 1934 che lo utilizzò sulle rotte internazionali. Con quest'ultima venne ideato anche un collegamento tra l'Italia e l'America Latina inaugurato con un volo postale Roma-Buenos Aires effettuato, nel gennaio 1934, da un S.71 pilotato da Francis Lombardi che tuttavia, a causa di un incidente, non riuscì ad arrivare a destinazione e dovette fermarsi a Natal.
Un successivo tentativo, effettuato nel novembre dello stesso anno, di aprire una rotta via Tobruk, Massaua e Mogadiscio, si concluse però nell'aeroporto di quest'ultima tappa con un incidente in fase d'atterraggio in cui il velivolo rimase danneggiato.

## Utilizzatori
Italia
- Ala Littoria (ex-SAM)[4]
- Società Aerea Mediterranea (SAM)[4]

### Riviste
- (EN) The Savoia-Marchetti S-71 (PDF), in Flight, No. 1170, (Vol. XXIII. No. 22.), 29 maggio 1931.